# OPRECHT
OPRECHT is een Nederlandse politieke partij die zichzelf omschrijft als 'realistisch rechts'. De partij nam deel aan de Tweede Kamerverkiezingen 2021 en behaalde geen zetel.

## Geschiedenis
De partij werd op 17 december 2019 bij de notaris ingeschreven door Robert van Gemeren die daarvoor actief was binnen Forum voor Democratie. De partij vond als lijsttrekker voor de Tweede Kamerverkiezingen 2021 advocaat Michael Ruperti, die in november 2020 tegenkandidaat van Thierry Baudet was voor het lijsttrekkerschap van Forum voor Democratie. OPRECHT had als belangrijkste punten een directe democratie, het opvangen van migranten in de eigen regio en de Europese Unie terugbrengen naar een soort Europese Economische Gemeenschap met de nadruk op economie en soevereiniteit bij de lidstaten. 
OPRECHT nam deel aan de Tweede Kamerverkiezingen 2021 in 19 kieskringen en behaalde in totaal 5449 stemmen, onvoldoende voor een zetel.